# Santa Margherita di Atri
Santa Margherita di Atri is een plaats (frazione) in de Italiaanse gemeente Atri.